# Wake of Death
Wake of Death (tựa tiếng Việt: Tử thần thức giấc) là một bộ phim hành động - võ thuật - tâm lý của Mỹ do Philippe Martinez làm đạo diễn, có sự tham gia của nam diễn viên hành động Jean-Claude Van Damme. Bộ phim được phát hành vào tháng 12 năm 2004 tại Mỹ.

## Nội dung
Sau khi làm xã hội đen trong nhiều năm, Ben Archer chuyển từ Marseille về Los Angeles và quyết định dành nhiều thời gian hơn cho người vợ Cynthia và đứa con trai Nicholas.
Cynthia làm việc trong cơ quan INS (Bộ Di trú và Nhập tịch), giúp đỡ cho những người Trung Quốc nhập cư. Cô phát hiện ra Kim, cô bé người Trung Quốc trẻ tuổi ở trên tàu người nhập cư, và quyết định đưa cô bé về nhà. Cynthia biết được Kim sẽ gặp nguy hiểm nếu bị trục xuất và thuyết phục thẩm phán cho cô một tuần để chống lại lệnh trục xuất. Tuy nhiên, đây là một sai lầm chết người.
Sun Quan, bố của Kim, là một đại ca xã hội đen Tam Hoàng. Hắn đến Mỹ để tìm Kim và biết được nơi con gái đang ở. Hắn giết chết Cynthia, bố mẹ nuôi của cô và những nhân viên trong nhà hàng. Lúc đó Nicholas và Kim đã bỏ chạy.
Ben đến nơi giết được ba tên xã hội đen và thấy xác chết Cynthia trong nhà hàng. Anh muốn cứu hai đứa trẻ và trả thù cho Cynthia. Anh được sự giúp đỡ của Max, Raymond và Tony. Hai đứa trẻ được tìm thấy, sau đó Ben và Tony đã đi giết Andy Wang.
Nhóm của Ben bắt giữ Mac Hoggins, cộng sự của Cynthia trong INS, rồi tra tấn hắn để lấy thông tin. Hoggins khai ra việc Sun Quan vận chuyển ma túy vào nước Mỹ và địa điểm của Sun Quan. Với tất cả thông tin có được, họ đã giết Hoggins.
Một cảnh sát gọi cho Ben và hẹn gặp anh ở nhà xác. Khi Ben đến nhà xác thì mọi người trong đó đã bị giết, còn hai tên sát nhân đang bỏ chạy. Sau một cuộc rượt đuổi bằng môtô, Ben hạ gục cả hai tên xã hội đen. Ben và Tony quay về nhà, họ thấy Max và Raymond đã bị giết trong khi Nicholas và Kim bị bọn xã hội đen bắt đi. Ben đuổi theo thì chỉ có thể giải cứu cho Kim.
Ben và Tony quyết định đối đầu với Sun Quan. Hai người đến bến cảng rồi giết hết những tên thuộc hạ của Sun Quan. Sun Quan đang giữ Nicholas làm con tin, hắn và Ben đang chĩa súng vào nhau. Cả hai bắn nhau, Ben chỉ bị thương trên vai, còn Sun Quan bị thương ngay ngực. Ben cứu được Nicholas đúng lúc lực lượng cảnh sát đến nơi.

## Diễn viên
- Jean-Claude Van Damme vai Ben Archer
- Nhậm Đạt Hoa vai Sun Quan
- Lisa King vai Cynthia Archer
- Pierre Marais vai Nicholas Archer
- Valerie Tian vai Kim
- Tony Schiena vai Tony
- Anthony Fridjohn vai Max
- Claude Hernandez vai Raymond
- Danny Keogh vai Mac Hoggins
- Tom Wu vai Andy Wang
- Philip Tan vai Han